# Erik Heinrichs
Axel Erik Heinrichs, född 21 juli 1890 i Helsingfors, död 16 november 1965 i Helsingfors, var finländsk militär. Major 1918, överstelöjtnant 1919, överste 1928, generalmajor 1933, generallöjtnant 1940, general av infanteriet 1941.

## Biografi
Erik Heinrichs farfar var ursprungligen rikssvensk och hette Henriksson. Erik Heinrichs avlade studentexamen 1908.
Heinrichs fick sin militära utbildning vid finska jägarbataljonen i Tyskland 1915–1918 och Franska militärhögskolan 1925–1928.
Under finska inbördeskriget 1918 var Heinrichs bataljonskommendör. Han var landshövding i Vasa län 1930.
Heinrichs var generalstabschef under vinterkriget 1940–1941 och fortsättningskriget 1942–1944. Han var överbefälhavarens representant i Tyskland januari-februari och maj-juni 1941, och förde befäl över Karelska armén 1941–1942, när Östkarelen erövrades. Han fungerade som rådgivare till Gustaf Mannerheim 1941–1945, Kommendör för försvarsmakten under 1945 och expert vid VSB-förhandlingarna 1948. 
Heinrichs författarbana fick en fortsättning efter andra världskriget, med verk som Kléber i Egypten (1946) och Vid franska Atlantkusten i de hundra dagarnas spår (1957). Det obestridliga huvudarbetet i hans produktion är ändå Mannerheimgestalten I–II (1957–1959). Heinrichs kallades till hedersdoktor vid Helsingfors universitet 1957.
Privat var han gift med 1921 Maria (dotter till Gustav Paulig), död 1985. Han var bror till Bertil Heinrichs.